# Paul Friedrich Wilhelm Tarnow

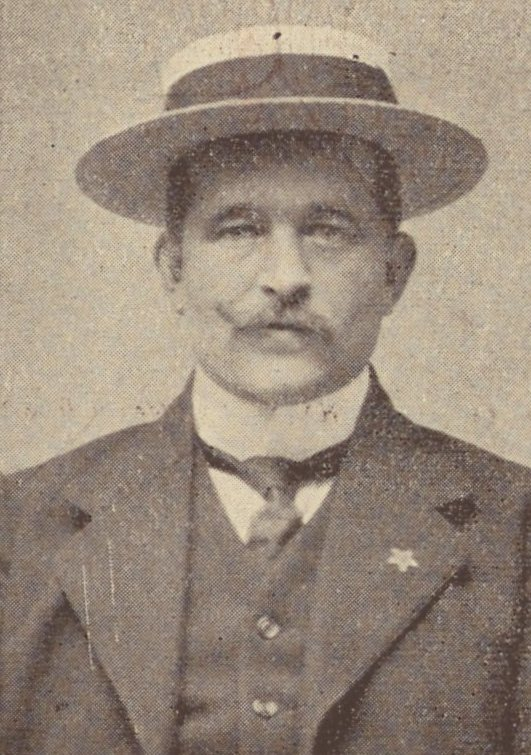
Paul Tarnow auf dem VIII. UEA-Weltkongress in Krakau 1912

Paul Friedrich Wilhelm Tarnow (* 17. Juli 1881 in Barmen; † 13. Dezember 1944 in Düsseldorf) war ein deutscher Maschinenbauingenieur, Regierungsbaumeister und Provinzialbaurat in Düsseldorf sowie ein Esperanto-Pionier. Während der Herrschaft der Nationalsozialisten bekannte er sich zu Völkerfreundschaft und Demokratie.

## Biografie
Paul Tarnow war Sohn von Wilhelm Tarnow und seiner Ehefrau Maria geb. Fuchs. Sein Taufname war Friedrich Wilhelm Paul, der seines Vaters Friedrich Wilhelm. Sein Vater arbeitete als Lehrer. Beide Eltern waren evangelisch. Paul Tarnow hatte eine zwei Jahre ältere und eine drei Jahre jüngere Schwester.
Er wuchs in Barmen auf. In Hannover studierte er Maschinenbau und schloss das Studium 1913 ab. Auf der Kaiserlichen Werft in Kiel war er im Anschluss an das Studium bis zur Auflösung der Werft 1919 aufgrund des Versailier Vertrags beschäftigt. Er heiratete 1917 Anna Tarnow geb. Reichert aus Kiel. Die Familie hatte vier Kinder, zwei Mädchen und zwei Jungen, geboren zwischen 1916 und 1930. In Düsseldorf arbeitete er vermutlich ab Mai 1921 bei der Rheinprovinz und überwachte auf dem gesamten Gebiet die stationären Kraftmaschinen. Nach einem schweren Schlaganfall 1943 erlitt er weitere. Am 13. Dezember 1944 verstarb er an einem erneuten Schlaganfall auf seiner Arbeitsstelle in Düsseldorf.

## Tätigkeiten als Esperantist
Vor seiner Berufstätigkeit, die 1913 begann – vermutlich während seiner Studienzeit – warb Paul Tarnow für Esperanto in Hannover, Oberschlesien, Düsseldorf und Kiel. Außerdem initiierte und leitete er 1907 in Hannover eine Esperantogruppe von über 100 Mitgliedern. 1903 gründete er in Lüneburg den nordwestlichen Verband und in Oberschlesien einen Esperantoverband, 1911 schließlich in Elberfeld die Esperantogruppe „Grüner Stern“.
Tarnow beteiligte sich an der Gründung der UEA (Esperanto-Weltbund) und war einer ihrer Delegierten von 1908 bis 1910. Von 1910 bis 1921 organisierte er den „Ausstellungsbereich der UEA“. Tarnow leitete ab 1912 die „Internationale Vereinigung der Eisenbahner-Esperantisten“. Bis 1933 nahm er an acht Weltkongressen (Universala Kongreso) teil.
Durch Anregungen auf dem UEA-Kongress in Augsburg wandte sich Paul Tarnow nach 1910 „mehr und mehr von der Werbetätigkeit ab und der bibliografischen und Sammlertätigkeit zu“. Er begann, anders als andere, ein Archiv für das Gebiet aller Weltsprachen anzulegen und gab für den Aufbau bis 1940 35.000 RM (Reichsmark) aus. Paul Tarnow reklamierte, 1933 in seinem Archiv eine der größten Sammlungen zu Esperanto zu haben – mit mehr als 2.000 Bänden und dem größten Archiv von weltsprachigen Zeitschriften, Leitfäden und Katalogen (nur sehr wenige fehlten).
Er war 1922 neben József Takács ein Redakteur des Periodikums „Esperanto-Kolektanto“ („Esperantosammler“). Auch arbeitete er bei verschiedenen Esperanto-Zeitschriften mit. Bei der „Enciklopedio de Esperanto“ war er einer der Hauptmitarbeiter. Mit József Takács zusammen erarbeitete er auch den „Katalogo de la Esperanto-gazetaro“ („Katalog der Esperanto-Zeitschriften“), 1934 veröffentlicht.

## Gestapohaft und Rehabilitierung
Am 11. August 1934 wurde Paul Tarnow „wegen des dringenden Verdachts des Landesverrats“ vorläufig festgenommen. jedoch am folgenden Tag vom zuständigen Amtsrichter aus der Haft entlassen. Die Gestapo verbrachte ihn sofort in „Schutzhaft“. Am 21. Dezember 1934 wurde er freigelassen. Nach der Freilassung durfte er seine berufliche Arbeit nicht fortführen und durfte sich nicht gegen Verleumdungen wehren. Um eine Rehabilitierung zu erreichen, wurde von dem ungarischen Zahnarzt József Takács, sein Freund und Mitarbeiter Esperanto-Angelegenheiten ein Rundschreiben verfasst und weltweit versendet, das zu Appellen an den deutschen Staat für Tarnows Rehabilitierung aufrief. Paul Tarnow hatte neben diesen internationalen Appellen einen Anwalt, um sich gegen die verweigerte Wiedereinstellung zu wehren. Etwa ein halbes Jahr vor der Wiedereinstellung, am 28. Oktober 1935, bekam er die Erlaubnis zur Vervollständigung und Katalogisierung seiner Sammlung von Weltsprachenschriften, durfte sie aber nicht auswerten. Ca. im April 1936 konnte er seinen Dienst wieder aufnehmen.

## Vernehmungen durch die Gestapo
Obwohl es danach immer wieder Probleme mit dem Sammeln gab, indem verschiedene Gestapostellen in Deutschland verdächtige Sendungen von verbotenen Zeitschriften abfingen und dies mehrmals zu Vernehmungen in der „Staatspolizeileitstelle Düsseldorf“ führte, wurde jeweils die grundsätzliche Genehmigung zum Sammeln bekräftigt. Das Erteilen der allgemeinen Genehmigung seitens Gestapo und später Reichssicherheitshauptamt – und das Festhalten an ihr trotz wiederholter Schwierigkeiten – kann, gemäß der Deutung von Ulrich Lins, mit dem Eigeninteresse der Nationalsozialisten erklärt werden: „Man suchte in den internationalen Esperantopublikationen nach Beweisen für ein jüdisches Streben nach der Weltherrschaft.“ Paul Tarnows Weltsprachenarchiv schien dem Gestapo-Hauptquartier in Berlin und dessen politisch Verantwortlichen das passende Instrument zu sein, dafür Beweise zu finden. Die Gestapo legte nach dem Beginn des Zweiten Weltkrieges fest, dass eine Korrespondenz von Paul Tarnow mit dem Ausland auf Esperanto zu gefährlich wäre und sie auf Deutsch zu geschehen habe. Sein Vorschlag, die Texte auf Deutsch und Esperanto zu schreiben, wurde von der Gestapo nicht angenommen. Ersatzweise sollte er die Stellen im Ausland auffordern, statt das Material zu schicken, es bis zum Kriegsende für ihn zu sammeln.

## Krankheit und Zukunftsplanung für das Archiv
Anfang 1943 traf Paul Tarnow auf Reichsoberarchivrat Wilhelm Kisky, der für die Unterbringung von Archiven an sicheren Stellen zuständig war. Später wurde ihm – vermittelt durch diesen – vom Rektor der Universität zu Köln die Bereitschaft erklärt, sein Weltsprachenarchiv in die Universität zu übernehmen.
Im März 1943 erlitt Tarnow auf einer Dienstreise in Bonn einen schweren Schlaganfall und konnte erst im November des Jahres seinen Dienst wiederaufnehmen. Im Mai 1944 vermutete er, am Ende seines Lebens zu stehen. Der Grund sei seine Erkrankung und die „Zermürbung durch die bei Tag und Nacht erfolgenden Fliegerangriffe, die einen nicht zur Ruhe kommen lassen“, gewesen.

## Tod und Räumung des Archivs
Paul Tarnow starb am 13. Dezember 1944 infolge eines erneuten Schlaganfalls auf seiner Arbeitsstelle „Landeshaus“. Dort übernachtete er zu der Zeit, um mit einem Aufzug leicht in einen Luftschutzbunker gelangen zu können.
Später wurde beim Transport seines Archivs zur Festung Ehrenbreitstein in 45 Kisten ein großer Teil auf Zwischenstationen zerstört. 16 Kisten erreichten die Universität zu Köln und deren Inhalt wurde nach Jahren in den Bestand der Bibliothek eingeordnet.

## Nachleben
Nach dem Ende nationalsozialistischer Herrschaft und des Zweiten Weltkrieges beschäftigten sich einige Artikel in Esperanto-Zeitschriften bis 1995 mit dem Schicksal Paul Tarnows. Deren Schwerpunkt lag auf der Darstellung seiner Persönlichkeit und darauf, wie er zu einem Opfer des Nationalsozialismus wurde. Gleichzeitig entnahm man die Quellen demjenigen Umfeld, das des Esperantos mächtig war. Quellenkritik und ein Abgleich mit staatlichem Archivmaterial fanden kaum statt.
Das änderte sich mit dem Buch von Edeltraud und Hans-Jürgen Mattusch: Esperanto – ein Ausweg aus Babylon? 95 Jahre Esperanto in Düsseldorf, 2002. Das Ehepaar besuchte Archive und nutzte die Gestapo-Akten über Paul Tarnow. Damit bahnte es auch den Weg, anderes als seine Verdächtigung der Spionage und seine Opferrolle zu beschreiben. Hans Bernd Jerzimbeck folgte dieser Richtung in einem Artikel des „Düsseldorfer Jahrbuch 85“ (2015).
Bezüglich der Werte „Toleranz und Demokratie“ war danach Esperanto ein Katalysator und Aktionsfeld. Der Artikel argumentiert, dass Paul Tarnow die Werte auch auf dem Feld des Staatsbürgers in der Zeit des Nationalsozialismus mit Zivilcourage und Geschick vertrat. Als Beleg dafür wird ein Brief Paul Tarnows vom April 1940 an die Gestapo angeführt. Darin warb unter Hinweis auf einen nationalsozialistischen Sammler um Vertrauen für seine eigene Sammlertätigkeit. Tarnows Erklärungen passten jedoch in den Wertezusammenhang der Weimarer Republik und nicht in den ideologischen des Nationalsozialismus.
Ein Volapükist, Johann Schmidt, machte 1966 in einem Brief Aussagen, die bestätigen, dass Paul Tarnow nur aus taktischen Gründen sich auf die Kooperation mit der Gestapo einließ: „... und was die Briefe von Tarnow betrifft, so waren sie so offen, dass er und jeder Empfänger mit unangenehmen Folgen rechnen konnte. Das Paul Tarnow keine Gefahr scheute und viel für rassisch Verfolgte getan hat, weiß ich ebenso“.
Eingang in die lokale Geschichtsschreibung fand Paul Tarnow durch einen kurzen Artikel in das „Große Düsseldorf Lexikon“ 2012.

## Schriften
- Walther Borgius, Ernst Collin, Artur Blachstein, Karl Weigt, Paul Tarnow: La reforma demando. Verlag v. C. Heinrich, Dresden 1907 od. 1908.
- Paul Tarnow: Gvidfolio tra Barmen. Barmen ca. 1920.
- Hauptmitarbeiter von G. Ŝirjaev, I.-L. Kökény, V. Bleier, K. Kalocsay (Hrsg.): Enciklopedio de Esperanto. Literatura Mondo, Budapest 1933.